# Álvaro Dias (atleta)
Álvaro Dias (14 de janeiro de 1923 – 24 de fevereiro de 2005) foi atleta português. Ele competiu no salto em comprimento masculino nos Jogos Olímpicos de Verão de 1948.